# كارلوس دي جيورجي
كارلوس دي جيورجي (بالإسبانية: Carlos De Giorgis)‏ (23 أبريل 1984 في الأرجنتين - ) هو لاعب كرة قدم بوليفيا وأرجنتيني في مركز حراسة المرمى. لعب مع أتليتيكو رافائيلا.

## وصلات خارجية
- كارلوس دي جيورجي على موقع قاعدة بيانات كرة القدم.إي يو (الإنجليزية)
- كارلوس دي جيورجي على موقع Soccerway.com (الإنجليزية)